# Sergueï Babinets
 (août 2023).
La mise en forme du texte ne suit pas les recommandations de Wikipédia : il faut le « wikifier ».
Les points d'amélioration suivants sont les cas les plus fréquents. Le détail des points à revoir est peut-être précisé sur la page de discussion.
- Les titres sont pré-formatés par le logiciel. Ils ne sont ni en capitales, ni en gras.
- Le texte ne doit pas être écrit en capitales (les noms de famille non plus), ni en gras, ni en italique, ni en « petit »…
- Le gras n'est utilisé que pour surligner le titre de l'article dans l'introduction, une seule fois.
- L'italique est rarement utilisé : mots en langue étrangère, titres d'œuvres, noms de bateaux, etc.
- Les citations ne sont pas en italique mais en corps de texte normal. Elles sont entourées par des guillemets français : « et ».
- Les listes à puces sont à éviter, des paragraphes rédigés étant largement préférés. Les tableaux sont à réserver à la présentation de données structurées (résultats, etc.).
- Les appels de note de bas de page (petits chiffres en exposant, introduits par l'outil «  Source ») sont à placer entre la fin de phrase et le point final[comme ça].
- Les liens internes (vers d'autres articles de Wikipédia) sont à choisir avec parcimonie. Créez des liens vers des articles approfondissant le sujet. Les termes génériques sans rapport avec le sujet sont à éviter, ainsi que les répétitions de liens vers un même terme.
- Les liens externes sont à placer uniquement dans une section « Liens externes », à la fin de l'article. Ces liens sont à choisir avec parcimonie suivant les règles définies. Si un lien sert de source à l'article, son insertion dans le texte est à faire par les notes de bas de page.
- La présentation des références doit suivre les conventions bibliographiques. Il est recommandé d'utiliser les modèles {{Ouvrage}}, {{Chapitre}}, {{Article}}, {{Lien web}} et/ou {{Bibliographie}}. Le mode d'édition visuel peut mettre en forme automatiquement les références.
- Insérer une infobox (cadre d'informations à droite) n'est pas obligatoire pour parachever la mise en page.

Pour une aide détaillée, merci de consulter Aide:Wikification.
Si vous pensez que ces points ont été résolus, vous pouvez retirer ce bandeau et améliorer la mise en forme d'un autre article.
Sergueï Sergueïevitch Babinets (en russe : Сергéй Сергéевич Бабинéц), né le 10 décembre 1988 à Totskoïe (RSFSR, URSS), est un juriste et défenseur des droits de l’homme russe. Il est le président de l’Équipe contre la torture, une organisation de défense des droits de l’homme russe engagée dans des enquêtes publiques sur des cas de torture. Cette organisation a été créée par le défenseur des droits еt ancien membre du Conseil présidentiel pour le développement de la société civile et des droits de l'homme, Igor Kaliapine en 2000.

## Biographie
Il naît le 10 décembre 1988 en Russie, dans le village de Totskoïe (district de Totski) de l’oblast d'Orenbourg.[réf. nécessaire]

## Études
En 2011, il est diplômé de la filiale d’Orenbourg de l’Académie de droit de l’État de Moscou, avec la spécialisation en droit pénal.

## Défense des droits de l’homme
Sergueï Babinets commence à travailler dans la branche d'Orenbourg de l'Organisation publique interrégionale (OPIR) « Comité contre la torture » en 2011,. Il dirige la branche d'Orenbourg en 2013.
De 2014 à 2017, il dirige la branche moscovite de cette organisation avec l'avocat et défenseur des droits de l'homme Dmitrï Piskounov, branche qui avait elle-même été créée par le fondateur Igor Kaliapine. Entre 2017 et 2019, il dirige le département d'investigation de la branche de Nijni Novgorod du Comité. De 2019 à 2021, il dirige la branche d'Orenbourg de l'organisation.
En décembre 2021, Sergueï Babinets est élu président de l’OPIR « Comité contre la torture ». En février 2022, il prend la tête de cette organisation, remplaçant à ce poste Igor Kaliapine.
Le 10 juin 2022, le ministère de la Justice de la fédération de Russie inscrit le Comité contre la torture dans le registre des associations publiques sans le statut de personne morale, exerçant les fonctions d'agent étranger,. Le 11 juin 2022, cette organisation est liquidée par une décision unanime de l'assemblée générale des membres de l'OPIR « Comité contre la torture »,,.
Le 12 juin 2022 est créée l'OPIR « L’Équipe contre la torture », dont les membres reprennent les dossiers traités précédemment par le Comité contre la torture.
Sergueï Babinets participe à plusieurs reprises à la surveillance des manifestations à Orenbourg, pour enregistrer d'éventuelles violations des droits de l'homme.

### Travail dans le Caucase du Nord
Entre décembre 2011 et septembre 2022, il participe à plusieurs reprises au travail du Groupe temporaire des défenseurs des droits de l’Homme en République tchétchène, puis au travail de la branche nord-caucasienne de l’OPIR « Comité contre la torture ». Au total, il travaille plus d’un an dans le Caucase du Nord,.
Le 13 décembre 2014, il se trouve à Grozny lorsque des inconnus incendient le bureau du Groupe  temporaire des défenseurs des droits de l’Homme et volent une partie des dossiers. Les autorités tchétchènes accusent les défenseurs des droits de l'homme d'avoir organisé une mise en scène de l’incendie et d’avoir ainsi tenté d’attirer l'attention sur eux. Le lendemain matin, les défenseurs des droits de l'homme arrivent à l’immeuble où se trouvent le bureau incendié et, en face, leurs locaux d’habitation (ce deuxième appartement n’a pas été endommagé lors de l’incendie). C’est ici que les membres du Groupe temporaire des défenseurs des droits de l’Homme se logeaient pendant leur mission dans la région. Après que le bureau incendié a été inspecté, les défenseurs des droits de l’Homme appellent la police pour déposer plainte sur place. Deux policiers qui arrivent font une perquisition et, tout en agissant sans mandat, confisquent leurs affaires personnelles, dont les ordinateurs portables, les appareils photos, ainsi que les clés USB. Une partie du matériel est ensuite restituée. Le bureau est restauré, mais six mois plus tard, il est de nouveau attaqué.
En 2020, l’Équipe contre la torture défend les droits de Salman Tepsourkaïev, le modérateur du chat de la chaîne Telegram « 1Adat » sur les violations des droits de l'homme en République de Tchétchénie. Les défenseurs des droits de l'homme déposent une plainte dans l'affaire Tepsourkaïev auprès de la CEDH. En 2021, la Cour conclut que les autorités russes sont responsables de l'enlèvement et des mauvais traitements de Tepsourkaïev et accorde à Salman une indemnité de 26 000 euros. Quand la décision de la CEDH est prononcée, Salman Tepsourkaeïv est brutalement assassiné par des agents des forces de l'ordre tchétchènes.
Le 20 janvier 2022, les représentants des forces de l'ordre de la République tchétchène attaquent les défenseurs des droits de l’homme Sergueï Babinets, Oleg Khabibrakhmanov et Natalya Dobronravova alors qu'ils apportent une assistance juridique à leurs clients à Nijni Novgorod. Au moment de l'attaque, Zarema Musaeva, la mère du défenseur des droits de l’homme Abubakar Yangulbaev, est enlevée par les représentants de la police tchétchène. L’organisation Front Line Defenders estime que ces attaques et enlèvement sont liés aux activités en matière de défense des droits de l’homme des victimes,.

### Désignation comme candidat aux commissions publiques de surveillance
A quatre reprises, Sergueï Babinets est désigné par les organisations publiques comme candidat pour devenir membre des commissions publiques de surveillance de Moscou (2016), de l’oblast de Nijni Novgorod (2018 et 2022) et de l’oblast d'Orenbourg (2020). Bien que la candidature de Sergueï Babinets satisfasse aux exigences formelles, il n’est jamais sélectionné comme membre des commissions publiques de surveillance. Les raisons du refus de délivrer un mandat ne sont pas précisées.

## Participation à des événements publics
Sergueï Babinets participe à plusieurs reprises aux piquets de grève organisés lors de la journée de soutien aux victimes de la torture du 26 juin dans les villes de présence du L’Équipe contre la torture,.

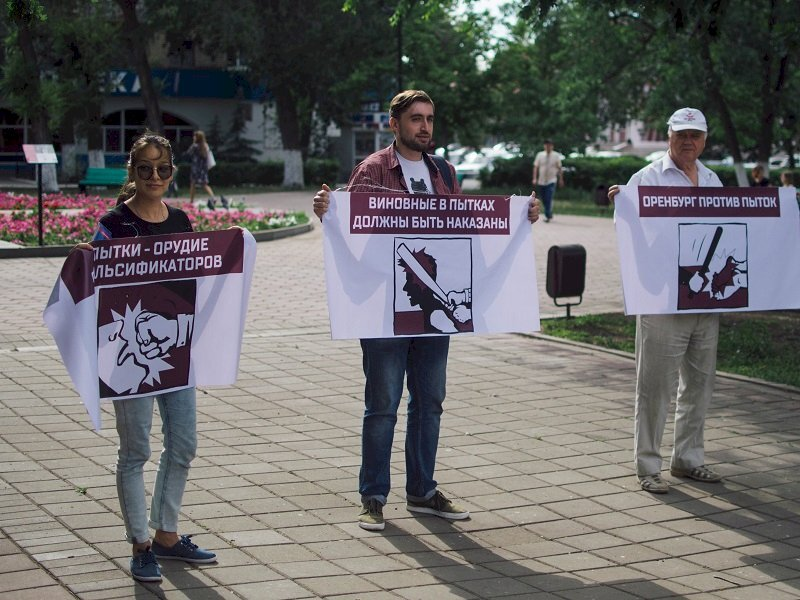
Sergueï Babinets lors d'un rassemblement contre la torture à Orenbourg en 2019

## Prise de parole en public et textes d'auteur
En 2012, Serguei Babinets donne des conférences sur les droits de l'homme à des policiers en Ingouchie. En 2015, il commente sur le site Internet du Comité contre la torture le retrait du projet de loi sur l'admission de la Commission publique de surveillance dans les locaux d'escorte des tribunaux.
Sergueï Babinets intervient et publie sur le site Web et à la station de radio « Echo de Moscou ». En 2019-2021, il est l'animateur de l'émission matinale d’« Echo » à Orenbourg.
À l'automne 2022, il intervient à la Conférence sur la dimension humaine de Varsovie.
En octobre 2022, il participe à la Plateforme de Dublin pour les défenseurs des droits de l’homme. La plateforme se tient tous les deux ans et offre aux défenseurs des droits de l’homme en danger la possibilité de se réunir pour partager leurs expériences et leurs connaissances, discuter de questions importantes, ainsi que de rencontrer les décideurs politiques des gouvernements et des organes intergouvernementaux.

## Entretiens
- « Pourquoi ils torturent les gens en Russie » // film YouTube du journaliste russe Iouri Doud sur la torture en Russie
- « Il existe une demande de torture dans la société » // 17.12.2021
- « La torture, comme les métastases, a germé dans tout le système» RTVI // 29.06.2022
- « Une vie normale est-elle possible dans une société où la torture fait partie du système ? » // 24.03.2023